# Klasika
To je članek o zgodovinski dobi, imenovani klasika. Za članek o glasbenem stilnem obdobju glej Klasična glasba.
Klasika je zgodovinska doba, ki je postavila temelje današnje kulture. V Evropi zajema obdobje približno med letom 1000 pred našim štetjem in letom 200, to je čas starih Grkov in Rimljanov. V umetnosti je obdobje klasike razširjeno in sega od vsega začetka mikenske kulture (15. stoletje pr. n. št.) pa do četrtega stoletja; razen tega se v umetnostni zgodovini Stare Grčije imenuje klasika tudi obdobje med leti 450. in 320. pr. n. št.
Iz tega pomena izvira izpeljanka, ki pomeni temelj vsakega kulturnega gibanja. Na primer klasika impresionizma je obdobje, ko so delovali prvi impresionisti; v zakonodaji se včasih beseda uporablja kot sopomenka za ustavo; v modnem ustvarjanju pomeni vrsto temeljnih oblačil brez vsakršnega dodatka trenutnega okusa; Tako pomeni klasika nekega naroda navadno bodisi obdobje, v katerem so nastale temeljne umetnine tistega ljudstva, kakor tudi skupno ime za te umetnine.
Klasika je tudi pisateljsko gibanje v devetnajstem stoletju, ki je hotelo ohraniti in obnoviti stari (tradicionalni) način pisanja, v nasprotju z načeli romantike, ki se je zavzemala za pisno izražanje občutkov in duhovnosti.
V glasbi se izraz »klasika« uporablja bolj v kakovostnem smislu kot v časovnem, saj zavzema dela (predvsem instrumentalna) velikih ustvarjalcev vseh časov; moderni muzikologi se včasih omejujejo na dobo med barokom in romantiko (Haydn, Boccherini, Mozart, Cherubini, Beethoven).